# Bradysia smithae
Bradysia smithae är en tvåvingeart som beskrevs av Menzel och Heller 2005. Bradysia smithae ingår i släktet Bradysia och familjen sorgmyggor. Inga underarter finns listade i Catalogue of Life.